# Coupe de France de rugby à XIII 1970-1971
Navigation
Édition précédente Édition suivante
La Coupe de France de rugby à XIII 1970-1971 est la 33e édition de la Coupe de France, compétition à élimination directe mettant aux prises des clubs de rugby à XIII amateurs et professionnels affiliés à la Fédération française de jeu à XIII (aujourd'hui Fédération française de rugby à XIII).

## Liste des équipes en compétition en huitièmes de finale
| \| RC Marseille FC Lézignan Villefranche XIII XIII Limouxin Montpellier XIII St-Jacques XIII RC Saint-Gaudens Toulouse olympique XIII Celtic de Paris SM Pia US Villeneuve RC Albigeois XIII Catalan Clairac XIII AS Carcassonne La Réole XIII \| Équipes en compétition en huitièmes de finale |
| RC Marseille FC Lézignan Villefranche XIII XIII Limouxin Montpellier XIII St-Jacques XIII RC Saint-Gaudens Toulouse olympique XIII Celtic de Paris SM Pia US Villeneuve RC Albigeois XIII Catalan Clairac XIII AS Carcassonne La Réole XIII                                                     |

## Phase finale
|  | Huitièmes de finales                 | Huitièmes de finales          |              |    | Quarts-de-finale          | Quarts-de-finale          |  |  | Demi-finales               | Demi-finales               |  |  | Finale                     | Finale                     |
|  | Huitièmes de finales                 | Huitièmes de finales          |              |    | Quarts-de-finale          | Quarts-de-finale          |  |  | Demi-finales               | Demi-finales               |  |  | Finale                     | Finale                     |
|  |                                      |                               |              |    |                           |                           |  |  |                            |                            |  |  |                            |                            |
|  | ?                                    | ?                             |              |    | le 2 mai 1971 à Cavaillon | le 2 mai 1971 à Cavaillon |  |  | Le 20 mai 1971 à Perpignan | Le 20 mai 1971 à Perpignan |  |  | Le 30 mai 1971 à Perpignan | Le 30 mai 1971 à Perpignan |
|  | ?                                    | ?                             |              |    | le 2 mai 1971 à Cavaillon | le 2 mai 1971 à Cavaillon |  |  | Le 20 mai 1971 à Perpignan | Le 20 mai 1971 à Perpignan |  |  | Le 30 mai 1971 à Perpignan | Le 30 mai 1971 à Perpignan |
|  | Marseille                            | ?                             |              |    | le 2 mai 1971 à Cavaillon | le 2 mai 1971 à Cavaillon |  |  | Le 20 mai 1971 à Perpignan | Le 20 mai 1971 à Perpignan |  |  | Le 30 mai 1971 à Perpignan | Le 30 mai 1971 à Perpignan |
|  | Marseille                            | ?                             |              |    | le 2 mai 1971 à Cavaillon | le 2 mai 1971 à Cavaillon |  |  | Le 20 mai 1971 à Perpignan | Le 20 mai 1971 à Perpignan |  |  | Le 30 mai 1971 à Perpignan | Le 30 mai 1971 à Perpignan |
|  | Celtic de Paris                      | ?                             |              |    | le 2 mai 1971 à Cavaillon | le 2 mai 1971 à Cavaillon |  |  | Le 20 mai 1971 à Perpignan | Le 20 mai 1971 à Perpignan |  |  | Le 30 mai 1971 à Perpignan | Le 30 mai 1971 à Perpignan |
|  | Celtic de Paris                      | ?                             | Marseille    | 14 |                           |                           |  |  | Le 20 mai 1971 à Perpignan | Le 20 mai 1971 à Perpignan |  |  | Le 30 mai 1971 à Perpignan | Le 30 mai 1971 à Perpignan |
|  | le 14 mars 1971 à Carcassonne        |                               | Marseille    | 14 |                           |                           |  |  | Le 20 mai 1971 à Perpignan | Le 20 mai 1971 à Perpignan |  |  | Le 30 mai 1971 à Perpignan | Le 30 mai 1971 à Perpignan |
|  |                                      | Montpellier                   | 11           |    |                           |                           |  |  | Le 20 mai 1971 à Perpignan | Le 20 mai 1971 à Perpignan |  |  | Le 30 mai 1971 à Perpignan | Le 30 mai 1971 à Perpignan |
|  | Montpellier                          | Montpellier                   | 11           | 14 |                           |                           |  |  | Le 20 mai 1971 à Perpignan | Le 20 mai 1971 à Perpignan |  |  | Le 30 mai 1971 à Perpignan | Le 30 mai 1971 à Perpignan |
|  | Montpellier                          | le 2 mai 1971 à Lézignan      |              | 14 |                           |                           |  |  | Le 20 mai 1971 à Perpignan | Le 20 mai 1971 à Perpignan |  |  | Le 30 mai 1971 à Perpignan | Le 30 mai 1971 à Perpignan |
|  | Pia                                  | 3                             |              |    |                           |                           |  |  | Le 20 mai 1971 à Perpignan | Le 20 mai 1971 à Perpignan |  |  | Le 30 mai 1971 à Perpignan | Le 30 mai 1971 à Perpignan |
|  | Pia                                  | 3                             | Marseille    | 17 |                           |                           |  |  |                            |                            |  |  | Le 30 mai 1971 à Perpignan | Le 30 mai 1971 à Perpignan |
|  | le 13 mars 1971 à Toulouse           |                               | Marseille    | 17 |                           |                           |  |  |                            |                            |  |  | Le 30 mai 1971 à Perpignan | Le 30 mai 1971 à Perpignan |
|  |                                      | Limoux                        | 13           |    |                           |                           |  |  |                            |                            |  |  | Le 30 mai 1971 à Perpignan | Le 30 mai 1971 à Perpignan |
|  | Limoux                               | Limoux                        | 13           | 7  |                           |                           |  |  |                            |                            |  |  | Le 30 mai 1971 à Perpignan | Le 30 mai 1971 à Perpignan |
|  | Limoux                               | Le 16 mai 1971 à Carcassonne  |              | 7  |                           |                           |  |  |                            |                            |  |  | Le 30 mai 1971 à Perpignan | Le 30 mai 1971 à Perpignan |
|  | Villeneuve-sur-Lot                   | 3                             |              |    |                           |                           |  |  |                            |                            |  |  | Le 30 mai 1971 à Perpignan | Le 30 mai 1971 à Perpignan |
|  | Villeneuve-sur-Lot                   | 3                             | Limoux       | 15 |                           |                           |  |  |                            |                            |  |  | Le 30 mai 1971 à Perpignan | Le 30 mai 1971 à Perpignan |
|  | le 14 mars 1971 à Pamiers            |                               | Limoux       | 15 |                           |                           |  |  |                            |                            |  |  | Le 30 mai 1971 à Perpignan | Le 30 mai 1971 à Perpignan |
|  |                                      | Saint-Jacques                 | 6            |    |                           |                           |  |  |                            |                            |  |  | Le 30 mai 1971 à Perpignan | Le 30 mai 1971 à Perpignan |
|  | Saint-Jacques                        | Saint-Jacques                 | 6            | 5  |                           |                           |  |  |                            |                            |  |  | Le 30 mai 1971 à Perpignan | Le 30 mai 1971 à Perpignan |
|  | Saint-Jacques                        | le 2 mai 1971 à Saint-Estève  |              | 5  |                           |                           |  |  |                            |                            |  |  | Le 30 mai 1971 à Perpignan | Le 30 mai 1971 à Perpignan |
|  | Albi                                 | 0                             |              |    |                           |                           |  |  |                            |                            |  |  | Le 30 mai 1971 à Perpignan | Le 30 mai 1971 à Perpignan |
|  | Albi                                 | 0                             | Marseille    | 17 |                           |                           |  |  |                            |                            |  |  |                            |                            |
|  | le 13 mars 1971 à Toulouse           |                               | Marseille    | 17 |                           |                           |  |  |                            |                            |  |  |                            |                            |
|  |                                      | Lézignan                      | 2            |    |                           |                           |  |  |                            |                            |  |  |                            |                            |
|  | Lézignan                             | Lézignan                      | 2            | 39 |                           |                           |  |  |                            |                            |  |  |                            |                            |
|  | Lézignan                             |                               |              | 39 |                           |                           |  |  |                            |                            |  |  |                            |                            |
|  | Clairac                              | 11                            |              |    |                           |                           |  |  |                            |                            |  |  |                            |                            |
|  | Clairac                              | 11                            | Lézignan     | 43 |                           |                           |  |  |                            |                            |  |  |                            |                            |
|  | le 14 mars 1971 à Carcassonne        |                               | Lézignan     | 43 |                           |                           |  |  |                            |                            |  |  |                            |                            |
|  |                                      | Saint-Gaudens                 | 0            |    |                           |                           |  |  |                            |                            |  |  |                            |                            |
|  | Saint-Gaudens                        | Saint-Gaudens                 | 0            | 11 |                           |                           |  |  |                            |                            |  |  |                            |                            |
|  | Saint-Gaudens                        | le 2 mai 1971 à Saint-Gaudens |              | 11 |                           |                           |  |  |                            |                            |  |  |                            |                            |
|  | XIII Catalan                         | 3                             |              |    |                           |                           |  |  |                            |                            |  |  |                            |                            |
|  | XIII Catalan                         | 3                             | Lézignan     | 15 |                           |                           |  |  |                            |                            |  |  |                            |                            |
|  | le 14 mars 1971 à Villeneuve-sur-Lot |                               | Lézignan     | 15 |                           |                           |  |  |                            |                            |  |  |                            |                            |
|  |                                      | Villefranche                  | 13           |    |                           |                           |  |  |                            |                            |  |  |                            |                            |
|  | Villefranche                         | Villefranche                  | 13           | 14 |                           |                           |  |  |                            |                            |  |  |                            |                            |
|  | Villefranche                         |                               |              | 14 |                           |                           |  |  |                            |                            |  |  |                            |                            |
|  | La Réole                             | 9                             |              |    |                           |                           |  |  |                            |                            |  |  |                            |                            |
|  | La Réole                             | 9                             | Villefranche | 12 |                           |                           |  |  |                            |                            |  |  |                            |                            |
|  | le 14 mars 1971 à Albi               |                               | Villefranche | 12 |                           |                           |  |  |                            |                            |  |  |                            |                            |
|  |                                      | Toulouse                      | 3            |    |                           |                           |  |  |                            |                            |  |  |                            |                            |
|  | Toulouse                             | Toulouse                      | 3            | 13 |                           |                           |  |  |                            |                            |  |  |                            |                            |
|  | Toulouse                             |                               |              | 13 |                           |                           |  |  |                            |                            |  |  |                            |                            |
|  | Carcassonne                          | 10                            |              |    |                           |                           |  |  |                            |                            |  |  |                            |                            |
|  | Carcassonne                          | 10                            |              |    |                           |                           |  |  |                            |                            |  |  |                            |                            |

### Finale
(mt : -)
Homme du match :
Points marqués :
- Marseille : 3 essais de Coste (25e et 41e) et Félix (78e) ; 2 transformations d'Azibert (25e et 41e) ; 1 pénalité d'Azibert (27e) ; 1 drop de Gomez (20e)
- Lézignan : 1 drop de Lacaze (23e)

Évolution du score : 
Arbitre : M. Laverny (Bordeaux)
Spectateurs : 7 000
Composition des équipes :
- Marseille : Laurent Gomez - Alain Doulieu, Jean-Pierre Danet, Roger Gardon, Neumer - Jacques Azibert (o), Jean-Luc Coste (m) - Robert Eramouspé (c), André Ferren, Guy Bucchi, Julien Guérrini, Christian Carré, Abbate - Félix, B. Gonzalez - Entraîneur :
- Lézignan: Pierre Lacaze -Richard Alonso, André Fabry, Jean-Louis Solier, Richard Gélis - Jacques Casty (o), André Abadie (m) - Michel Maïque, Hervé Mazard, Guy Madaule, Patrick Mazard, Jean-Louis Quintilla, Gilbert Rouanet - Entraîneur : Roger Lacans